# Teatro comunale Pavarotti-Freni
Il Teatro comunale Pavarotti-Freni è il principale teatro lirico della città di Modena. Progettato nel 1838 e inaugurato il 2 ottobre 1841, fu realizzato da Francesco Vandelli, architetto della corte del duca Francesco IV di Modena.
Il nome originario, Teatro dell'Illustrissima Comunità, mutò successivamente in Teatro comunale. Dal 2007 è intitolato a Luciano Pavarotti e, dal 2021, anche a Mirella Freni.
Da gennaio 2002 la gestione del teatro è affidata alla Fondazione Teatro Comunale di Modena.

## Storia

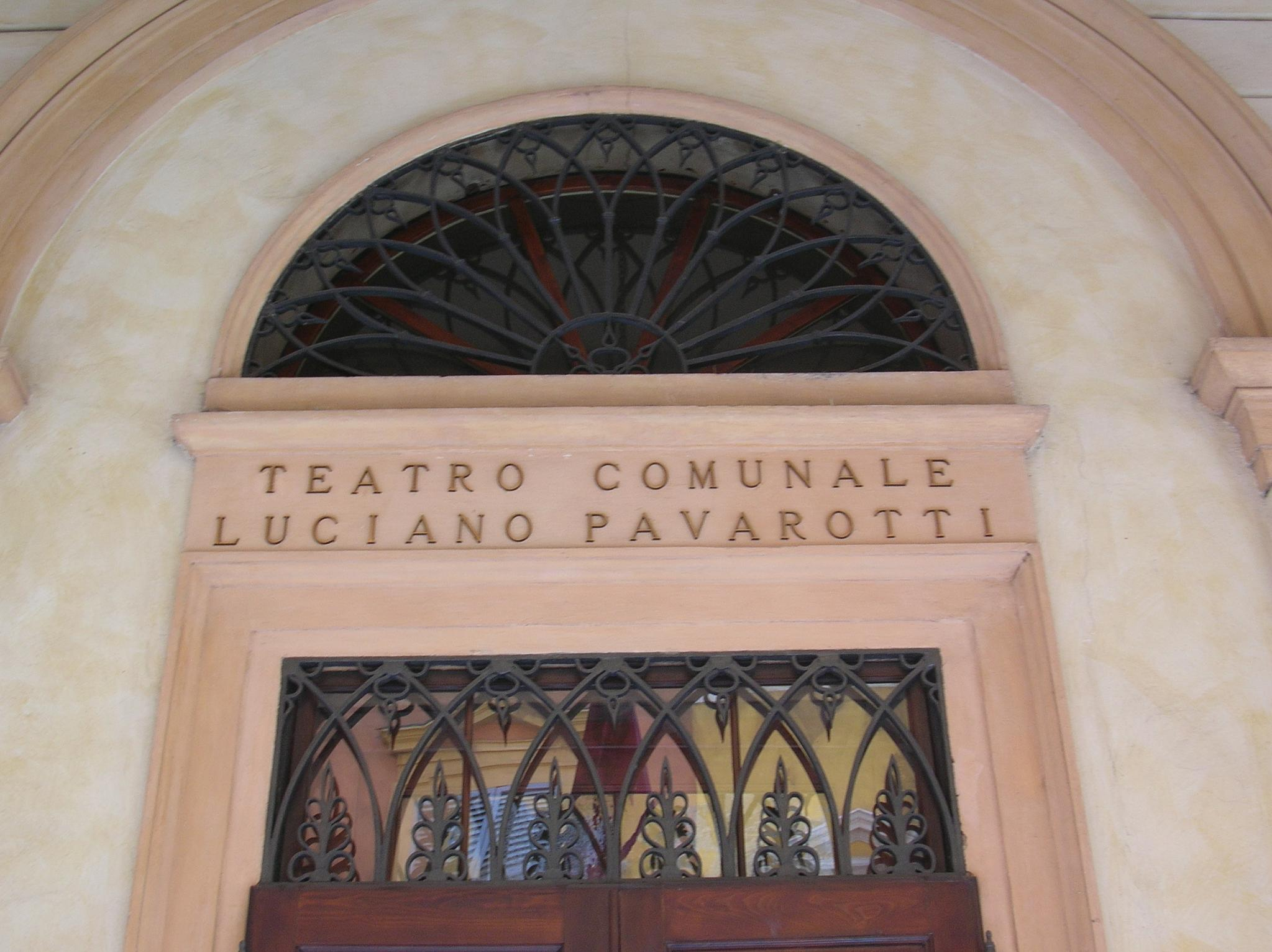
Ingresso del teatro

Il teatro, concepito nel 1838, fu costruito su iniziativa del podestà di Modena (il marchese Ippolito Livizzani) e con il contributo del duca Francesco IV di Modena. L'architetto Francesco Vandelli lo progettò su un'area cittadina di oltre duemila metri quadri, ottenuta acquisendo e demolendo alcune abitazioni.
Fu inaugurato tre anni dopo, il 2 ottobre 1841, con il nome di "Teatro dell'Illustrissima Comunità". Per l'inaugurazione venne appositamente composto da Alessandro Gandini il melodramma Adelaide di Borgogna al Castello di Canossa, su libretto di Carlo Malmusi.
Dal 1915 al 1923 fu requisito dalle autorità militari. Dopo la seconda guerra mondiale, accanto al teatro d'opera, tenne in programma prosa, concerti e balletti. Negli anni '70 la sua gestione passò alla amministrazione comunale.
Nel 1984 iniziarono i lavori di restauro del teatro, che due anni più tardi viene riaperto al pubblico. 
Nel 2001 è diventato fondazione, con la partecipazione di soggetti privati.
Il 6 dicembre 2007 il teatro è stato intitolato al celebre tenore modenese Luciano Pavarotti, scomparso circa tre mesi prima. Il 2 ottobre 2021, a seguito della riapertura successiva alla pandemia di COVID-19, viene deciso di intitolare la struttura anche al soprano Mirella Freni, anch'essa originaria di Modena, deceduta l'anno precedente.
Dal 2022, il teatro ospita una propria filarmonica.

### Eventi di maggior rilievo
- 1843-1844: Verdi debutta a Modena con Nabucodonosor. Grandi feste al protagonista Achille De Bassini e al soprano francese Anna Delagrange. Ventitré rappresentazioni fra dicembre 1843 e gennaio 1844.
- 1846: Giuseppina Strepponi lascia il teatro lirico interpretando Abigaille nel Nabucco.
- 1849: il teatro ospita una rissa furibonda tra giovani liberali e militari austriaci al termine di una rappresentazione de I masnadieri di Verdi, opera magistralmente interpretata dal tenore Emilio Naudin e dal soprano Augusta Albertini. Motivo del contendere, la supposta intelligenza della primadonna con gli austriaci.
- Estate 1850: l'impresario Pietro Camurri presenta Luisa Miller di Verdi, nell'esecuzione di Teresina Brambilla, Settimio Malvezzi e Felice Varesi, tre grandi cantanti dell'Ottocento.
- Primavera 1852: Raffaele Mirate e Fanny Salvini Donatelli, la prima Violetta nella Traviata alla Fenice di Venezia, si confermano artisti di alto livello in una bella edizione dell'Ernani.
- Stagione lirica di carnevale 1865-1866: sale sul podio, per la prima volta, il maestro direttore unico. Sostituisce la diarchia composta dal maestro concertatore e dal primo violino direttore d'orchestra da sempre in funzione.
- 1882-1883 Luigi Mancinelli dirige Mefistofele di Arrigo Boito.
- Stagione lirica di carnevale 1886-1887: ha avuto luogo la prima rappresentazione del Don Carlos di Verdi nella versione in cinque atti, senza ballabili, detta edizione di Modena.
- Dicembre 1886: la luce elettrica si accende per la prima volta, a Modena, proprio al Teatro Comunale (allora Municipale).
- Gennaio 1897: Antonino Palminteri dirige La bohème di Giacomo Puccini e La Gioconda di Amilcare Ponchielli.
- Gennaio 1900: Antonino Palminteri ritorna al Municipale di Modena e dirige le opere L'amico Fritz di Pietro Mascagni e Andrea Chénier di Umberto Giordano. Alla fine di quella stagione teatrale si tenne una serata in onore del Direttore d'orchestra che la Stampa ricorda così:"È stata una vera festa dell'arte quella di iersera in onore del maestro Antonino Palminteri, l'infaticabile concertatore e direttore [...]. L'esecuzione dell'Amico Fritz e dell'Andrea Chénier è stata, sotto alla sua bacchetta, perfetta per giustezza d'interpretazione, per affiatamento e per fusione ammirevole fra palcoscenico ed orchestra."[4]
- Stagione lirica di carnevale 1906-1907: La dannazione di Faust di Hector Berlioz va in scena per venti rappresentazioni.
- Stagione lirica di carnevale 1931-1932: Pietro Mascagni dirige il suo Guglielmo Ratcliff.
- 1935: Celebrazioni del terzo Centenario della morte di Alessandro Tassoni. Ottorino Respighi dirige l'Orfeo di Monteverdi.
- Fine degli anni trenta del Novecento: Beniamino Gigli e Magda Olivero brillano nella Manon di Massenet e nella Manon Lescaut di Puccini.
- Stagione lirica 1954-1955: Mirella Freni debutta nella Carmen diretta da Mario Terni, in un allestimento con la regia di Remo Dalla Pergola.
- Stagione 1945-1946: Guido Cantelli dirige La Traviata. Nella Stagione dei Concerti 1955-1956 torna a modena per dirigere l'Orchestra della Scala: il suo ultimo concerto prima della morte in un incidente aereo.
- 1948: Renata Tebaldi interpreta magistralmente il ruolo di Maddalena nell'Andrea Chenier.
- Carnevale 1949-1950: Mario Del Monaco e Giulietta Simionato cantano Carmen.
- Stagione lirica 1959-1960: per la prima e unica volta Luchino Visconti firma una regia lirica in un teatro di tradizione: Il duca d'Alba di Gaetano Donizetti, ripreso dal Festival di Spoleto, ottiene un bellissimo successo, viene trasferito al Comunale di Bologna e trasmesso, in diretta, dalla televisione. Si tratta del primo esempio di un teatro storico, ma pur sempre periferico, ospitato da un ente lirico e dalla TV di Stato.
- Stagione lirica 1960-1961: Luciano Pavarotti si presenta nella Bohéme, quattro giorni dopo il debutto assoluto di Reggio Emilia come vincitore del concorso internazionale di canto “Achille Peri”.
- Stagione lirica 1962-1963: inizia la trentennale collaborazione con Koki Fregni, maggiore scenografo modenese del XX secolo, che allestisce le scene de I puritani di Vincenzo Bellini e della Lucia di Lammermoor di Gaetano Donizetti.
- Stagione lirica 1967-1968: debuttano a Modena Carla Fracci e Raina Kabaivanska, rispettivamente in una suite di Romeo e Giulietta di Hector Berlioz e nell'Adriana Lecouvreur. Nella stessa stagione Luciano Pavarotti e Mirella Freni cantano insieme nella Bohème.
- Stagione dei Concerti 1978-1979: Claudio Abbado, per la prima volta a Modena, dirige i Solisti della Scala in un concerto con musiche di Pergolesi e Bach. Abbado tornerà poi a Modena per dirigere le opere Così fan tutte (febbraio 2004), Die Zauberfölte (settembre 2005) e Fidelio (novembre 2008).
- 1986: Luciano Pavarotti interpreta Bohème con i giovani vincitori del Concorso di Filadelfia intestato al suo nome. La città di Modena diventa la sede delle finali europee del Concorso.
- 6 giugno 2022: primo concerto tenuto dalla neocostituita filarmonica di Modena.[3]
- 1º gennaio 2023: primo concerto di capodanno tenuto dalla filarmonica di Modena, diretta dal maestro Hirofumi Yoshida. Il concerto riprende lo stile del celebre concerto viennese.[5]

## Architettura

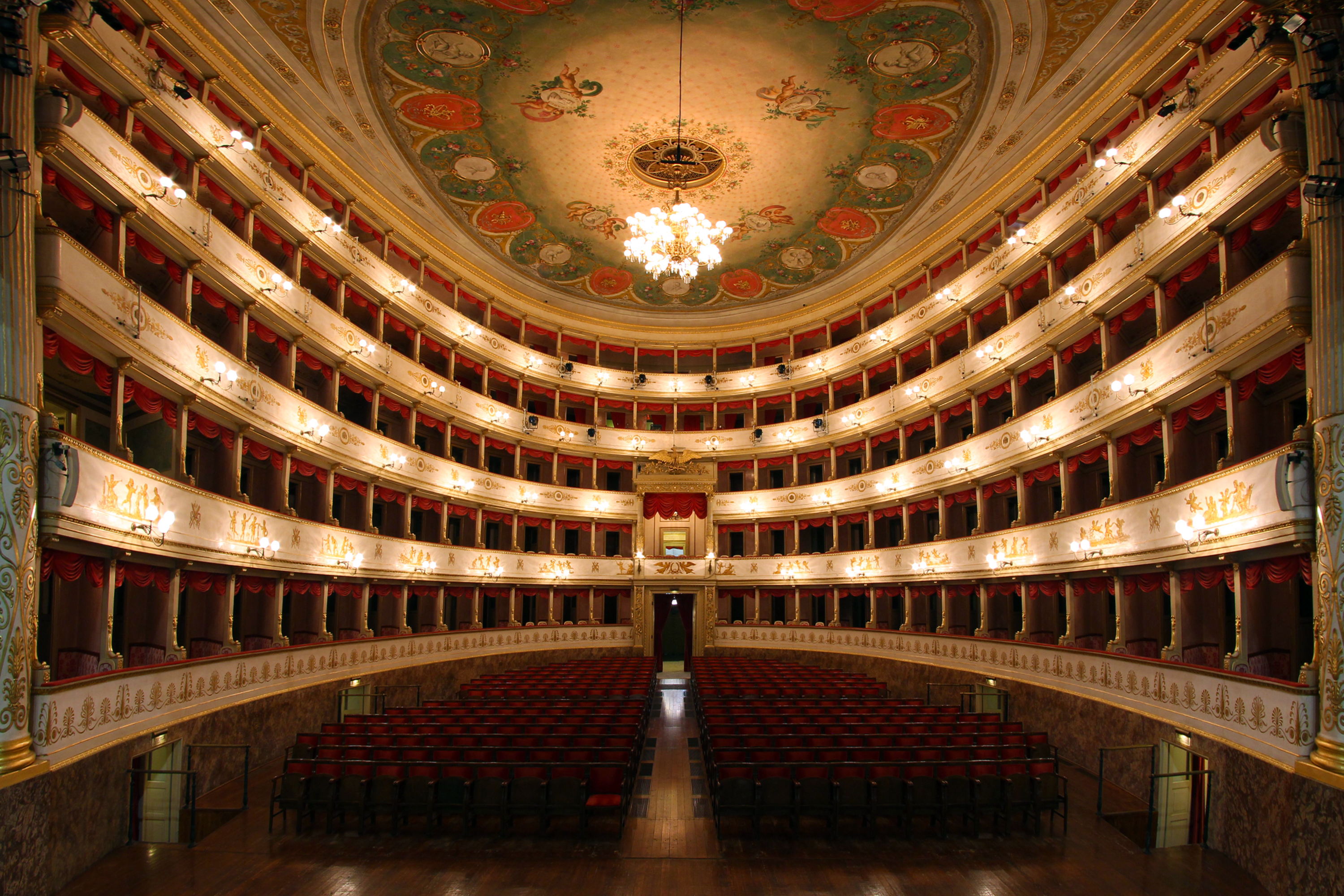
L'interno

Elementi caratteristici del teatro sono la facciata in stile neoclassico, con un portico a colonne doriche, corrispondenti a nove arcate. Le volte dei tre archi centrali sono decorate con rosoni in rilievo. Le finestre sopra il portico sono sormontate da bassorilievi a tema tragico, realizzati da Luigi Righi, autore anche di una statua posta sul culmine, al fastigio, che rappresenta Il genio di Modena nella forma di un giovane alato.
L'Atrio è ovale, decorato con affreschi e bassorilievi. 
La platea è di forma ellittica, con quattro ordini di palchi e il loggione.
Il sipario storico è opera di Adeodato Malatesta.

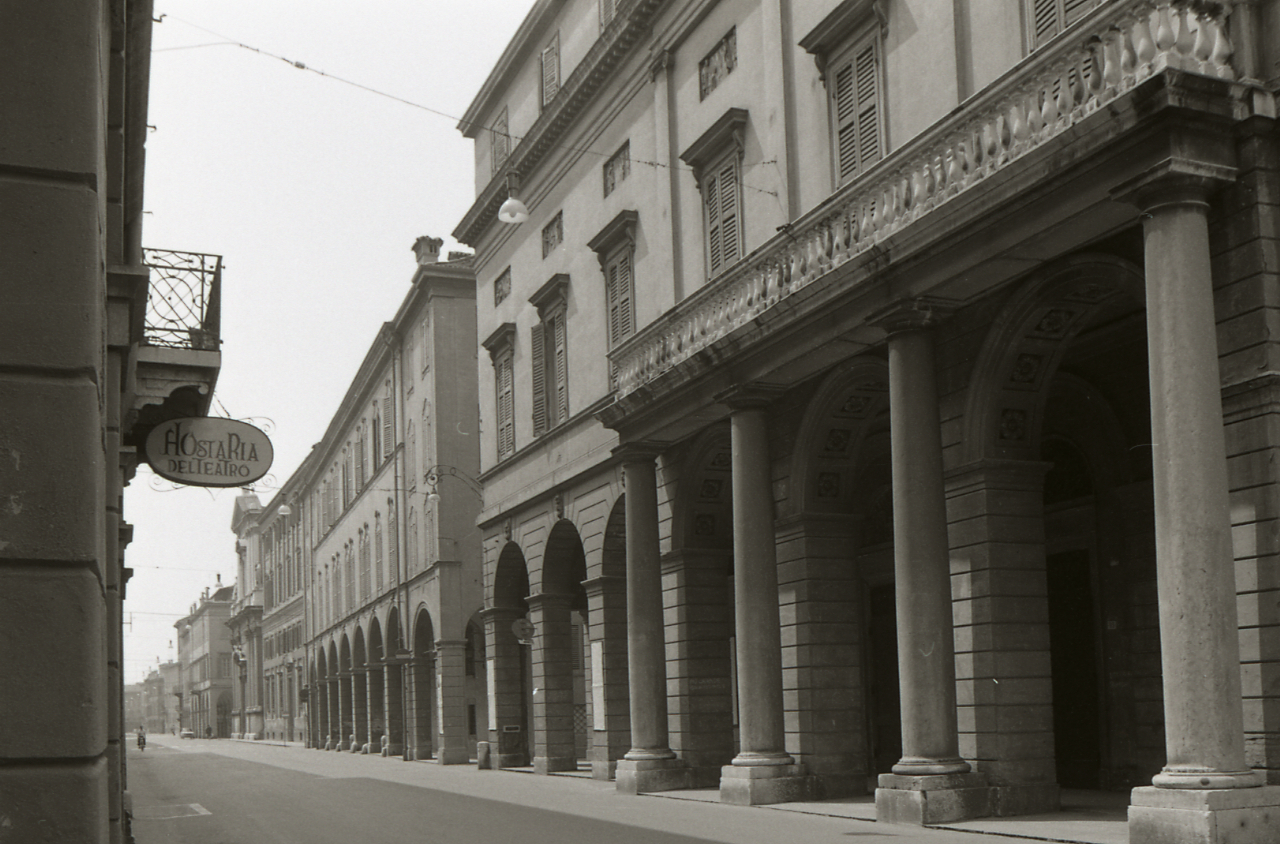
Esterno del Teatro comunale Pavarotti. Foto di Paolo Monti, 1973.